# Oenotria Plana
Oenotria Planum és una formació geològica de tipus planum a la superfície de Mart, localitzada amb el sistema de coordenades planetocèntriques a -4.53 latitud N i 82.64 ° longitud E, que fa 61.25 km de diàmetre. El nom va ser aprovat per la UAI el 13 de juliol de 2011 i fa referència a una característica d'albedo.